# Sekak
Le sekak, encore appelé seka, sekah, loncong, orang laut ou sawang, est une langue d'Indonésie parlée dans la province des îles Bangka Belitung, dans deux enclaves sur la côte nord-est de l'île de Bangka et les îles entre cette dernière et Belitung. C'est une des formes du malais.
Avec à peine 420 locuteurs en 2000, elle est considérée en danger.